# عائلة المايا الكبيرة (لغويات)
العائلة الكبيرة للغات المايا هي فرضية رباط بين لغات المايا والأسر اللغوية المجاورة التي تظهر أوجه التشابه للغات المايا.
أول المقترحات لهذه الفرضية ظهرت على يد نورمان ماكوين في عام 1942 الذي ربط بين لغات المايا واللغات المكسية السوكاينية. إلا أن الفرضية لم تتضح حتى عام 1979 عندما وضع كل من براون وويتكوسكي فرضية وجود 62 تشابه يحنع هذه اللغات إضافة للتشابه أو التناغم الصوتي بين العائلتين اللغويتين. كما نشر مقالان يقترحان وجود «شعبة أمريكا الوسطى اللغوية» تتألف من اللغة الكلية المايا وغيرها من لغات الأسر من أمريكا الوسطى. هذا الاقتراح تم فحصه عن كثب من قبل لايل كامبل وتيرنس كوفمان اللذان رفضا الاقتراح لأنه به عيوب كبيرة في المنهجية التي طُبِّق بها. ورفضا كذلك كل الـ 62 تشابه التي اقترح اللغويون وجودها بين تلك اللغات. أولا وقبل كل شيء وجدوا أنه من المهم تحديد جميع القضايا اللغوية قبل نشر المتشابهات اللغوية التي تجمع منطقة أمريكا الوسطى اللغوية. وقد وقع التبادل في المعلومات وفحصها تمّ في مجلة أمريكان أنثروبولوجست بين براون وكامبل كوفومان.
ومع ذلك، كتب كامبل أنه يعتقد أن حضارة المايا في الواقع في يوم ما ستثبت صلتها مع اللغات المفترض أنها تكون عائلة لغات المايا الضخمة، لكن هذا الاقتراض لم يُثبت للآن.